# Karer-tó
A Karer-tó (németül: Karersee, olasz nevén Carezza-tó (Lago di Carezza) tengerszem az észak-olaszországi Dolomitok délnyugati részén, Trentino-Alto Adige régióban, Dél-Tirol (Bolzano megye) területén, a Latemar és a Rosengarten hegycsoportok között, a Karer-hágó közvetlen közelében. A tópart szigorúan védett természetvédelmi terület.

## Fekvése
A Karer-tó a nyugati Nyugati-Dolomitokban fekszik, 1530 tszf méter magasságban, a Latemar hegycsoport lábánál, a Latemar-erdőnek nevezett összefüggő fenyőerdő északi peremén, a Karer-hágóra szomszédgáságban, a dél-tiroli Welschnofen (Nova Levante) község közigazgatási területén. (A községnek a tóhoz legközelebb fekvő, nyugati negyede („frakciója”) is a Karersee (Carezza) nevet viseli. A mintegy 300 m hosszú és 140 m széles tavacskát a Latemar hegységben eredő földalatti források és egy aprócska hegyi patak (Seebach) táplálja. A tó látszólag lefolyástalan, vize valójában föld alatti járatokon jut vissza a Seebach alsó szakaszába, majd onnan a Welschnofeni-patakba (Welschnofner Bach).
A vízszint magassága, ezzel a tó tükrének kiterjedése is erősen ingadozik, az időjárástól és a csapadékviszonyoktól függően. Legnagyobb mélysége mintegy 22 méter. Télen – különleges engedéllyel – búvárok szállhatnak le a befagyott tó jégkérge alá, tudományos kutatás és dokumentumfilmek készítése céljából. A minden oldalról sűrű erdővel körülvett, csendes és magányos tó a környező sziklahegyeket (délen a Latemart, északkeleten a Rosengartent) és a sűrű erdők sötétzöld színét tükrözi vissza. Számos helybeli legenda és népmese szól a tó tündéréről, akit egy gonosz varázsló veszejtett el. Festők örökítették meg, írók választották történeteik romantikus színhelyéül.
A környék lakossága a ladin nyelvet beszéli. Nyelvükön a tó neve „Lec de Ergobando” vagy „Lec de arcoboàn”, magyarul „Szivárvány-tó”, utalva a tó legendájára: a gonosz varázsló gyémántokkal teleszórt szőnyeggel csalta lépre a tó tündérét. A tó fölötti égbolton valóban gyakran figyelhető meg szivárvány.

## Közlekedése
A tó a Karer-hágó útja, azaz az SS241-es számú Eggen-völgyi országos főút (Eggentaler Staatsstrasse) mellett fekszik, a déli útpályától alig 200 méterre. Az SS241-es főút nyugaton a trentinói Fassa-völgyben, Vigo di Fassa községnél ágazik ki az SS48-as számú Nagy Dolomiti Főútból (Große Dolomitenstraße / Strada delle Dolomiti), belép Dél-Tirolba, kelet-nyugati irányban áthalad a Karer-hágón, onnan a Eggen-völgyben (Val d’Ega) nyugat felé ereszkedve a Etsch (Adige) folyó völgyében, Karneid (Cornedo all’Isarco) városnál csatlakozik be az A22-es autópályába.
Az SS241-es útból a Karer-hágó közelében a Niger-hágóra vezető keskeny aszfaltút (Via Nigra), amely a Rosengarten-hegycsoport nyugati fala mentén szintén az Etsch-völgybe vezet (Bozen térségébe).

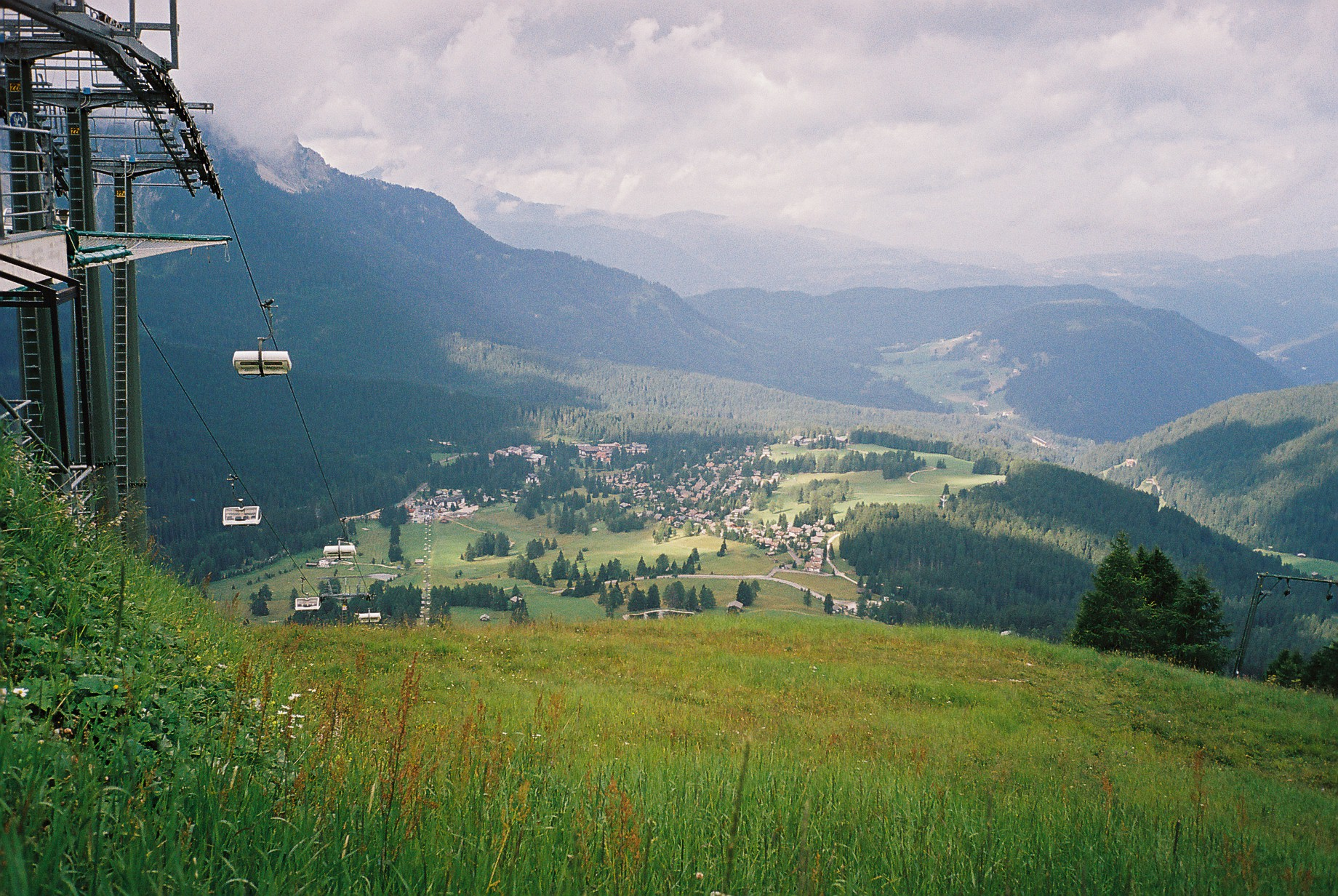
Karersee (Carezza) frakció Welschnofen nyugati peremén
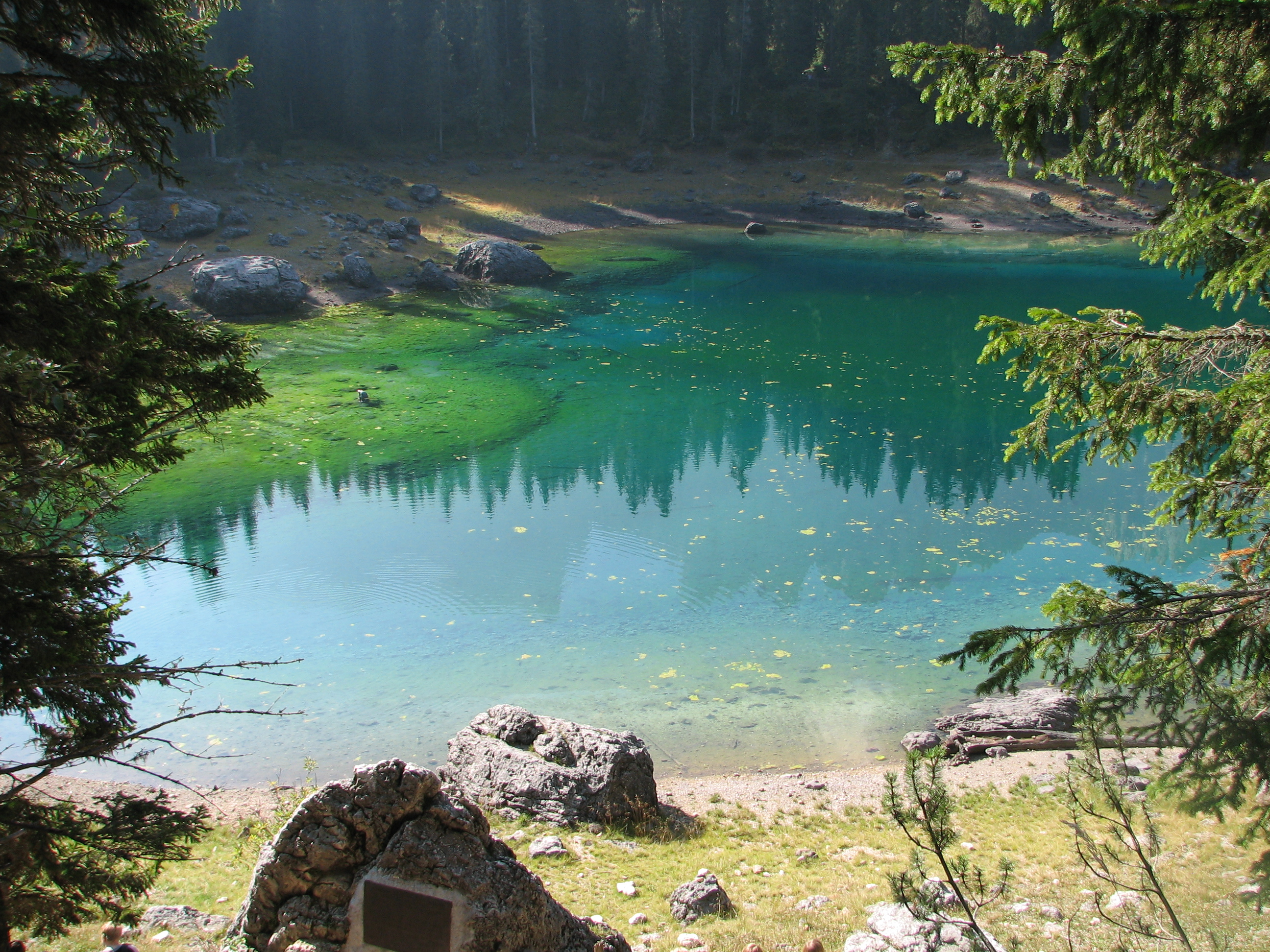
A tó tükre
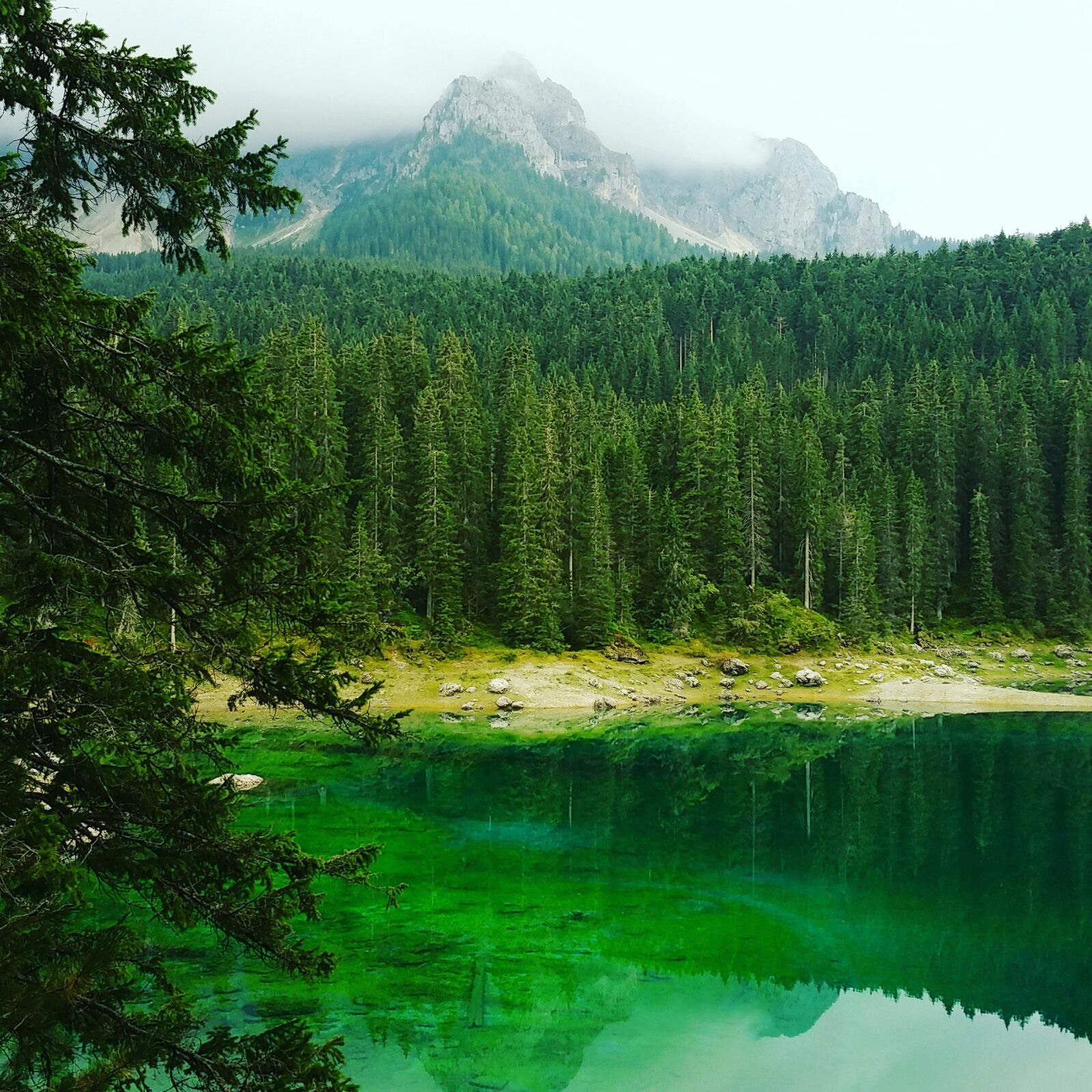
A tó, mögötte a Latemar hegyei és erdői

## Idegenforgalom, sport
Maga a tó zárt természetvédelmi terület. Partjait az 1990-es évek elején emelt kerítés védi a tömegessé vált turizmustól. Közvetlen közelében nincsenek idegenforgalmi létesítmények. A közeli Karer-hágón kiépült a Carezza–Karersee síközpont, 30 km hosszú sífutópálya-rendszerrel. Az alpesi sípályákat a Rosengarten lejtőin építették ki (Laurin, Pra de Tori, Paolina, Franzin), csatlakozva a Niger-hágó és a Fassa-völgy pályáihoz (Belvedere, Col Rodella, Ciampac). A síközpont a Dolomiti Superski regionális pályarendszer tagja. A Karer-hágóban és a szomszédos Welschnofen községben számos szálloda működik. Nyáron és ősszel a Latemari-erdőben családi kirándulásokat lehet tenni. A Latemar és a Rosengarten látványos sziklatornyaira a hegymászók különböző nehézségi fokú vasalt mászóutakon juthatnak fel. A hegycsúcsokról siklóernyősök indulhatnak.

## Kapcsolódó információk
- Ina Schenk: Der Karersee. In: Der Schlern, 49, 1975, 409–417. old.
- A karer-tavi természetvédelmi terület adatlapja. Archiválva 2021. október 21-i dátummal a Wayback Machine-ben Dél-Tirol (Bolzano autonóm megye) Elöljárósága, természetvédelmi és mezőgazdaság-fejlesztési osztály, 3414. sz.
- A Karer-tó tündérének legendája. (suedtirolerland.it)
- A Karer-tó tündérének legendája. (altoadige-suedtirol.it) Archiválva 2016. december 21-i dátummal a Wayback Machine-ben